# Kisdorferwohld
Kisdorferwohld (Kisdorfer Wald) ist mit einer Flurfläche von ca. 8 km² der größte und zugleich dörflichste Ortsteil der Gemeinde Kisdorf im Kreis Segeberg in Schleswig-Holstein. Kisdorferwohld erstreckt sich unmittelbar östlich des eigentlichen Dorfes auf der Erhebung   Rathkrügen (91 m ü. NN).
Kisdorferwohld ist gleichzeitig der Name für einen Höhenzug, der sich durch die Gemeinde Kisdorf und die Nachbargemeinden zieht. Es handelt sich dabei um eine Endmoränenlandschaft aus der Weichseleiszeit.
In Kisdorferwohld befindet sich das Gehege Endern, ein Teil des Staatsforsts Amt Rantzau und ein beliebtes Naherholungsgebiet in der Region.
Des Weiteren ist Kisdorferwohld als Standort des Golfplatzes „Gut Waldhof“ auch überregional bekannt.

## Geschichte
Bis ins 18. Jahrhundert gab es in Kisdorferwohld mehrere Meilerfelder, auf denen Holzkohle hergestellt wurde. Diese historischen Felder sind noch heute durch Straßennamen erkenntlich.
Zum Beispiel:
- Willbrann - Wilder Brand
- Dierksbrann - Dierks Meilerfeld

Im Zweiten Weltkrieg wurde Kisdorferwohld aufgrund der relativ hohen Lage als strategischer Funkort benutzt.